# Saint-Laurent-des-Bâtons
Saint-Laurent-des-Bâtons foi uma comuna francesa na região administrativa da Nova Aquitânia, no departamento Dordonha. Estendia-se por uma área de 19,3 km². Em 2010 a comuna tinha 220 habitantes (densidade: 11,4 hab./km²).
Em 1 de janeiro de 2016, passou a formar parte da comuna de Sainte-Alvère-Saint-Laurent Les Bâtons, que por sua vez seria, em 2017, incorporada à nova comuna de Val de Louyre et Caudeau.